# Ordtrachia intermedia
Ordtrachia intermedia är en snäckart som beskrevs av Alan Solem 1984. Ordtrachia intermedia ingår i släktet Ordtrachia och familjen Camaenidae. Inga underarter finns listade i Catalogue of Life.